# Luisiana española

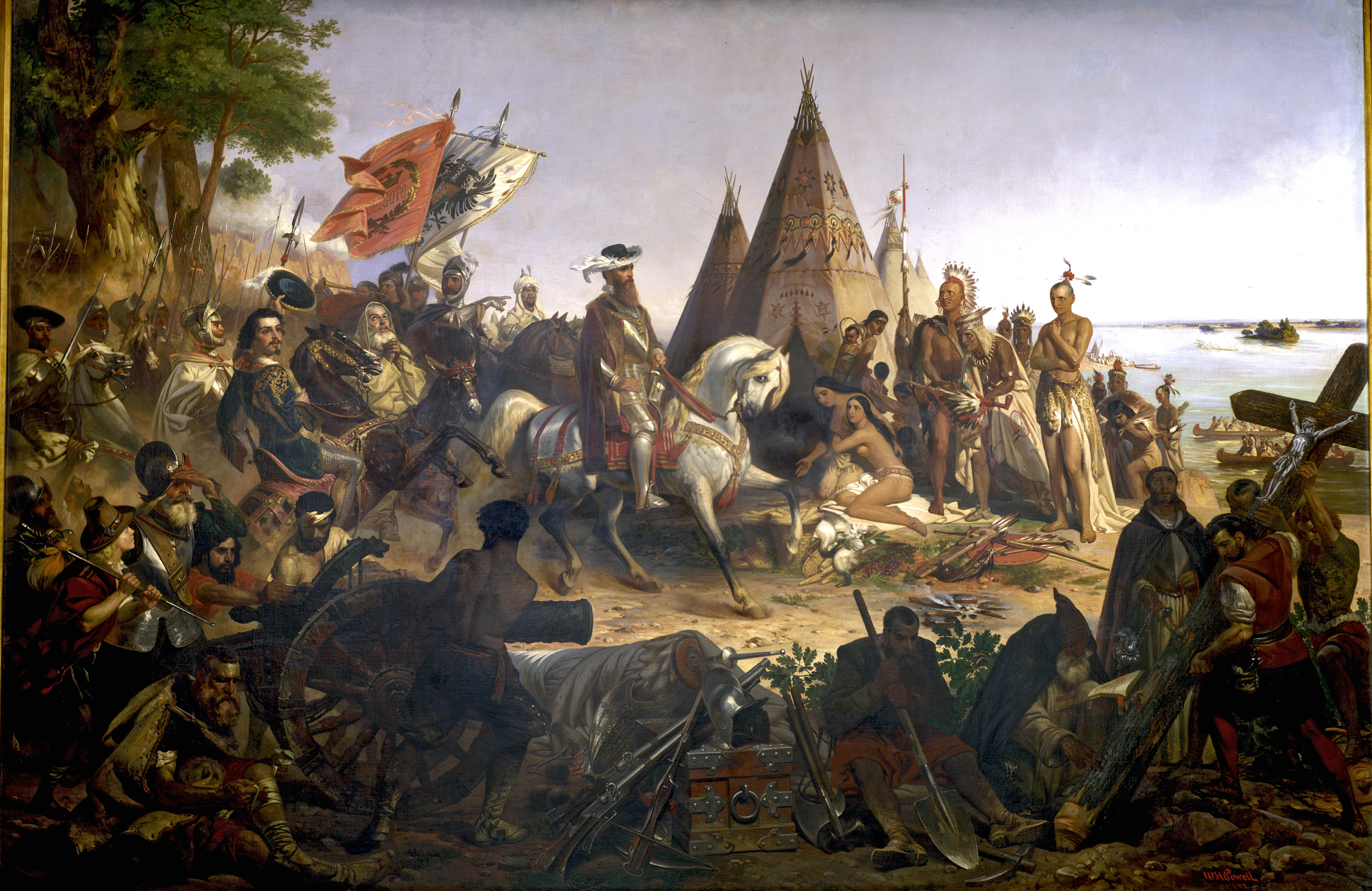
Idealizada recreación en la que Hernando de Soto toma posesión del territorio de la cuenca del Misisipi en nombre de la Corona española (1538) (obra de William H. Powell, Rotonda del Capitolio, Washington).

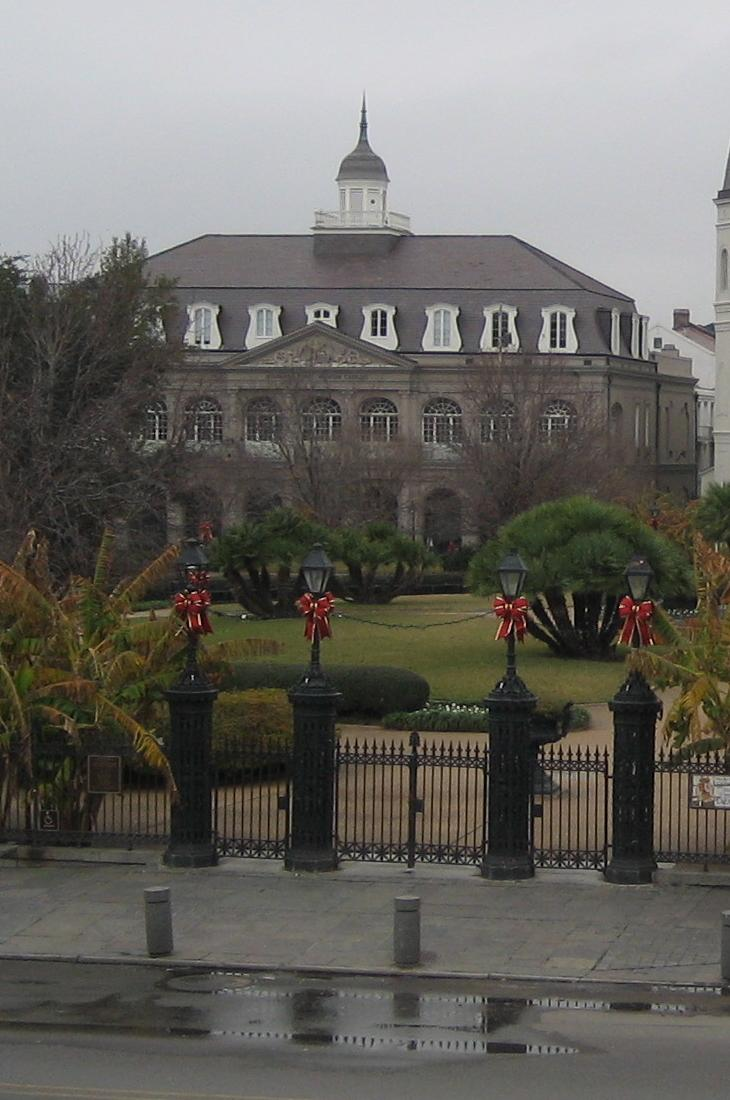
El Cabildo de Nueva Orleans era la sede del gobernador español en Luisiana, notar en el actual edificio la síntesis de lo español (dos pisos con balcón corrido, arquerías de medio punto) y lo francés (techados con mansarda) y rematado todo el conjunto con una torreta cupulada de reminiscencias españolas.

La Luisiana o Luciana fue una gobernación española (1763-1803) perteneciente en derechos territoriales de la Monarquía Hispánica y jurídicamente y administrativamente a la Capitanía General de Cuba, que formaba parte del Virreinato de Nueva España. El territorio en su mayor parte al oeste del río Misisipi. La capital y principal ciudad era Nueva Orleans. La Luisiana fue cedida a España por el Tratado de París (1763) como compensación por la pérdida de La Florida (recuperada por España en 1783). Por el Tercer Tratado de San Ildefonso fue devuelta efectivamente a Francia en 1803. 
Su población en 1763 rondaba los 50 000 habitantes, y su extensión entre 2 140 000 km² y 2 275 940 km². La anexión de la Luisiana supuso el momento histórico de mayor tamaño del Imperio español. Debido a la enormidad del territorio, cuatro veces mayor que la metrópoli, y la corta duración de solo 41 años, la huella que dejó la presencia española fue reducida y limitada principalmente a Nueva Orleans, sede del gobierno.

## Historia

### Exploración española
Los españoles fueron los primeros europeos conocidos que descubrieron el delta del Misisipi, hecho ocurrido durante la expedición de Alonso Álvarez de Pineda en el año 1519. Le siguió la exploración forzada de los náufragos Álvar Núñez Cabeza de Vaca, su acompañante Estebanico (parece que este era español nacido en el norte de África) y otros dos españoles, quienes durante los últimos meses de 1528 costearon en barcas entre Florida y Texas (Galveston Island) y desde ahí y hasta 1538 marcharon a pie, finalizando su epopeya en México/Nueva España. Recorrieron gran parte del territorio que actualmente corresponde al sur y sudoeste estadounidense, costa de Luisiana incluida (véase el libro Naufragios que relata esta aventura).

Mucho antes de que Francia empezara a explorar esta zona y crear la colonia de Nueva Francia, los españoles ya habían explorado el río Misisipi (llamado por ellos «Río del Espíritu Santo») y su extensísima cuenca desde La Florida. Hernando de Soto tomó posesión de la cuenca del Misisipi para España en 1538.  El capitán español Luis de Moscoso de Alvarado llegó hasta el territorio de los Natchitoches  (también llamados Nachistochis por los españoles) en 1542 y luego hasta Texas. Poco antes, la expedición de Francisco Vázquez de Coronado salió de México buscando las Siete Ciudades de Oro así como la Gran Quivira (1540-1542). Para ello, atravesó en octubre de 1541 la meseta a la que llamó Llano Estacado, exploró las extensas praderas (Grandes Llanos) del territorio al que llamó «Cíbola» o «Llanos de Cíbola» (por la abundancia de cíbolos o bisontes americanos) o «Llanos del Cubo», quizás por una deformación del nombre español original. Llegó, por el norte, aproximadamente hasta Uachita en el actual condado estadounidense de Ouachita (Arkansas) y, por el este, hasta Kansas. En 1601 desde los ya hispanos Texas (o Tejas) y Nuevo México se produjo, por el sudoeste, el ingreso de Juan de Oñate y sus españolas tropas en la zona de los grandes llanos hasta alcanzar prácticamente la ciudad de aborígenes a los cuales los españoles apodaron Rayados por los tatuajes en rayas desde los ojos hasta las orejas que tales indígenas (los Wichita) usaban, las huestes hispanas de Oñate llegaron prácticamente hasta la ciudad de Etnazoa que quizás para esa época tuviera la enorme población de 20 000 habitantes en la actual Arkansas City, pero las pocas tropas comandadas por Oñate debieron retroceder ante la hostilidad indígena y el no encontrar ningún vestigio de oro u otras riquezas típicas del capitalismo mercantil.

### Exploración francesa
Desde 1673 los franceses, partiendo de sus colonias de Nueva Francia (actual Quebec y Acadia, Canadá), exploran el río Misisipi y reclaman el territorio para Francia.
Los primeros colonos franceses exploran los nuevos territorios de la cuenca del Misisipi desde los Grandes Lagos (a los que llegaron por el río San Lorenzo). Viajes en canoas que duraban unas cinco o seis semanas favorecidos por las corrientes descendientes del río Misisipi; y así bajando desde Montreal a Fort Michilimackinac y Grand Portage, incluyendo en tal tramo unos 50 portages menores o portajes. También podían acceder por el río Ohio (Ujayu), más accesible y fácil ruta para ir desde Montreal a Nueva Orleáns en tiempos de la Nueva Francia. La navegación fluvial era relativamente rápida bajando los ríos (desde la cuenca del Ohio hasta Nueva Orleáns se tardaba aproximadamente 15 días) pero la subida, o navegación a contracorriente, desde Nueva Orleáns, suponía casi tres meses. La técnica de navegación de la época solo daba para una velocidad de unas tres millas por hora. La navegación contracorriente solo mejoró con los barcos de vapor, en la segunda mitad del siglo XIX, llamados steamers. Los tres caminos existentes desde Nueva Orleáns a la Alta Luisiana eran difíciles y sembrados de escollos. Esto puede explicar, en parte, que los franceses pudieron mantener la integridad del territorio durante más de 80 años y los españoles durante 40 años.

### Colonización francesa
En 1682 la región recibió el nombre de Luisiana francesa (la Louisiane Française), en honor de Luis XIV, rey de Francia, y fue incorporada a la Nueva Francia como un distrito administrativo. Se extendía desde el golfo de México hasta la actual frontera de Canadá.
En 1718 fue fundada Nueva Orleans que se convertiría en la ciudad más importante del territorio y su capital en 1723.
España entró en la Guerra de los Siete Años en apoyo de Francia, ya casi a su término. Carlos III pidió al rey francés que a cambio del apoyo ofrecido por España le entregara Luisiana, lo cual se aceptó en el Tratado de Fontainebleau de 1762. Sin embargo, la guerra le fue adversa a España y Gran Bretaña le arrebató las Floridas. Al término de la guerra se firmó el Tratado de París de 1763 por medio del cual se reconoció que Gran Bretaña recibía de España las Floridas. Como balance de esta guerra, España había perdido las Floridas pero ganado la Luisiana.
En el mismo Tratado de París de 1763, Francia le entregó a Gran Bretaña la Nueva Francia (Quebec y Acadia, hoy Canadá) y el País de los Ilinueses, hasta entonces sede provisional del gobierno francés de la Alta Luisiana; la fortaleza de piedra llamada Fort de Chartres había servido como centro de la administración francesa de la región durante tan sólo diez años. Con la Proclamación Real de 1763, la Corona inglesa declaró casi toda la tierra entre (de este a oeste) las montañas de los Apalaches y el río Misisipi y (de Sur a Norte) desde la península de Florida a la isla de Terranova con el estatus de reserva indígena o «Territorio de Indiana».
La monarquía inglesa y sus aliados a la fuerza (escoceses, irlandeses, galeses etc.) tenían dificultades para emplazar una fortaleza para sus regimientos en el recién adquirido País de Ilinueses (Pays des Illinois), pero el 10 de octubre de 1765, un pequeño destacamento del 42nd Royal Highland Regiment  al mando del capitán Thomas Stirling tomó el control de la fortaleza de Fort Chartres y sus alrededores. Los colonos franceses recibieron la orden de salir o conseguir una licencia especial para permanecer. Muchos colonos franceses se trasladaron a San Luis (Misuri) ya bajo gobierno español. Así se fundaría la ciudad de San Luis en 1767, uno de los tres socios fundadores sería Gilbert Antoine de St. Maxent, quien será suegro de los gobernadores de Luisiana Luis de Unzaga y Amézaga y luego también de Bernardo de Gálvez.

### Colonización española

#### Geografía

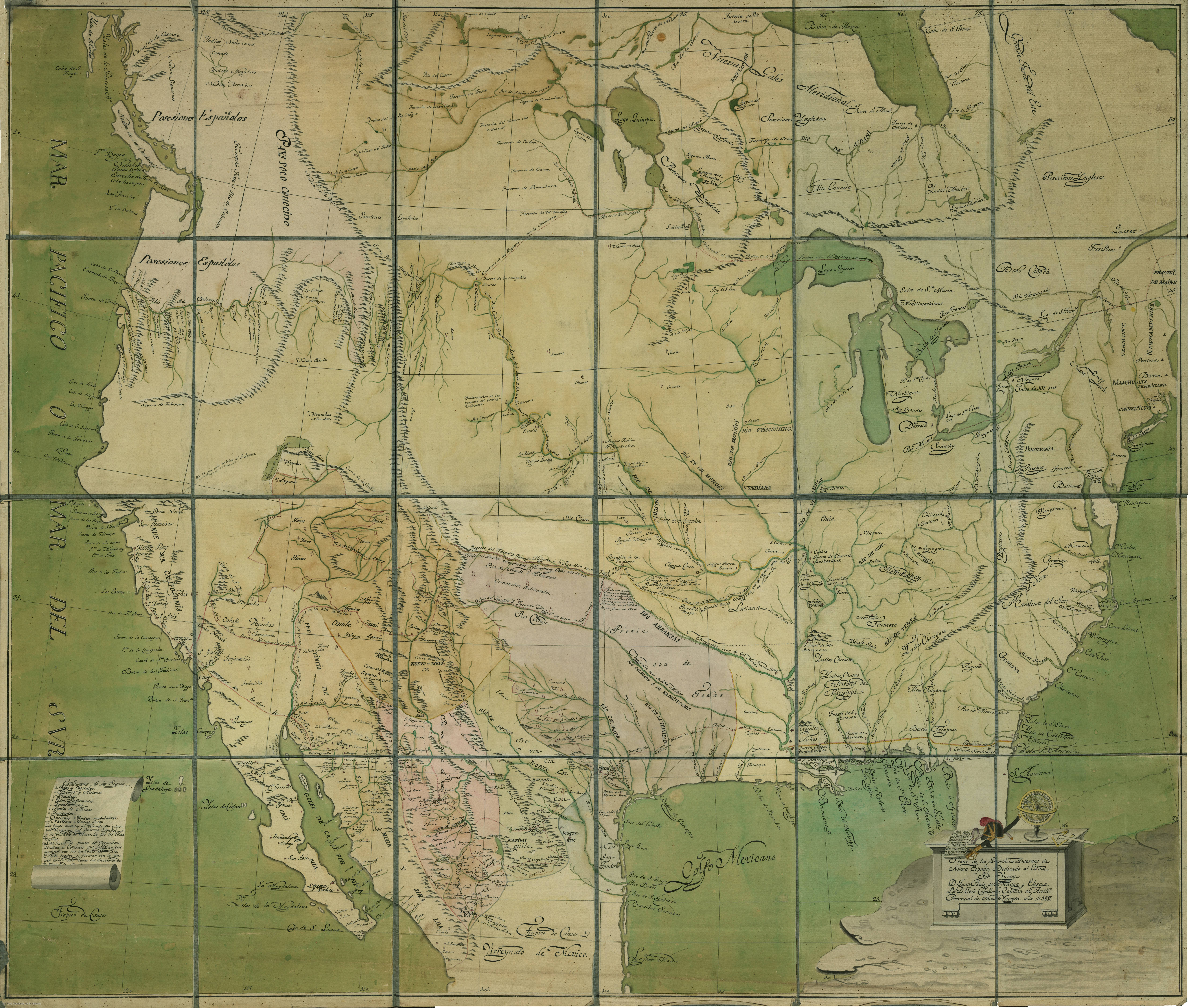
Mapa español de 1817 de las Provincias Internas de Nueva España, que además de las mismas incluye a todo el territorio que fue parte de la Luisiana (o Luciana) española, si se amplia lo suficiente se pueden observar varias de las localidades y expediciones españolas en la Luisiana antes de 1803.

La Luisiana Española se extendía sur a norte desde la Llanura Costera del Golfo de México y en las zonas anejas al delta del Misisipi hasta la frontera del Canadá y de este a oeste abarcando la cuenca izquierda del Misisipi hasta alcanzar a las montañas Rocosas en el noreste de Colorado y la región de La Montaña abarcando de este modo gran parte del Medio Oeste al cubrir una superficie de 2 275 940 km² comprendiendo así, total o parcialmente, en su extensión más de una decena de estados de los actuales Estados Unidos.
La población de tan inmenso territorio español ha sido evaluada para 1785 en 125 000 personas.
Tal población estaba concentrada a lo largo de los principales y –en menor medida– secundarios ríos y cursos de agua como el río Misisipi, el río Rojo, el río Misuri, los desplazamientos demográficos se desarrollaron a lo largo de estos ríos y del río Ohio que situado en el País de los Ilinueses (o Illinois) ya había quedado sometido a Inglaterra después de que el Imperio inglés derrotara en el s. XVII al Imperio francés. Al recibir España la Luisiana, ya un poco antes de 1750 las poblaciones de indígenas Sioux (llamados Siuxes por los españoles) o Cheyennes se evalúa que eran unos 30 000 individuos en la Alta Luisiana, al parecer principalmente en Minnesota.
Ecológicamente el inmenso territorio de la Luisiana Española correspondía a la mayor parte del hoy llamado Medio Oeste y abarcaba los siguientes biomas: los Grandes Llanos que en su mayor parte eran extensas praderas llanas y suavemente unduladas  recorridas por gigantescos rebaños constituidos por millones de enormes cíbolos o bisontes americanos, estas praderas o grandes llanos que estaban cubiertos por altos pastizales (de hasta 2 m de altura) con profundas y extendidas raíces se ubicaban al oeste de los bosques occidentales y al norte de la Travesía de los Leños o Travesía de los Bosques (llamada luego por los estadounidenses Cross Timbers) tal región boscosa estaba compuesta principalmente por caducifolias y era una continuación hasta unos 300 km al oeste del río Misisipi de los densos bosques mixtos templados que hasta el siglo XIX poblaban, desde el océano Atlántico Norte, el área oriental de América del Norte, tales bosques fueron talados tras 1803 por los colonos estadounidenses; muchos bosques de la Baja Luisiana y de Las Floridas no solo llegaban a crecer en sitios inundados sino que sus follajes estaban recubiertos por el musgo español que forma verdaderas serpentinas naturales colgando de las ramas hacia el suelo acuoso. En el extremo oeste y norte las grandes praderas entraban en una zona de ecotono muchas veces cubierta por bosques de coníferas especialmente al oeste donde comenzaba el relieve montano o montañoso.
A excepción de las zonas aledañas al golfo de México (en esa época también llamado Seno Mexicano) que poseen un clima subtropical, la mayor parte del territorio (Los Grandes Llanos) poseen un clima continental con veranos cálidos e inviernos muy fríos ya que tales llanuras permiten la alternancia del discurrir de frentes cálidos desde el sur y frentes gélidos desde el norte, esto hace que el núcleo de la Luisiana Española sufriera (como aún sufre ese territorio en poder de los Estados Unidos) frecuentes tornados y tormentas eléctricas especialmente en la Uclajuma (Oklahoma), en cuanto a las zonas aledañas al golfo, de tanto en tanto sufren de huracanes procedentes del suroeste y que llegan a alcanzar a ciudades sureñas tan importantes como Nueva Orleáns.

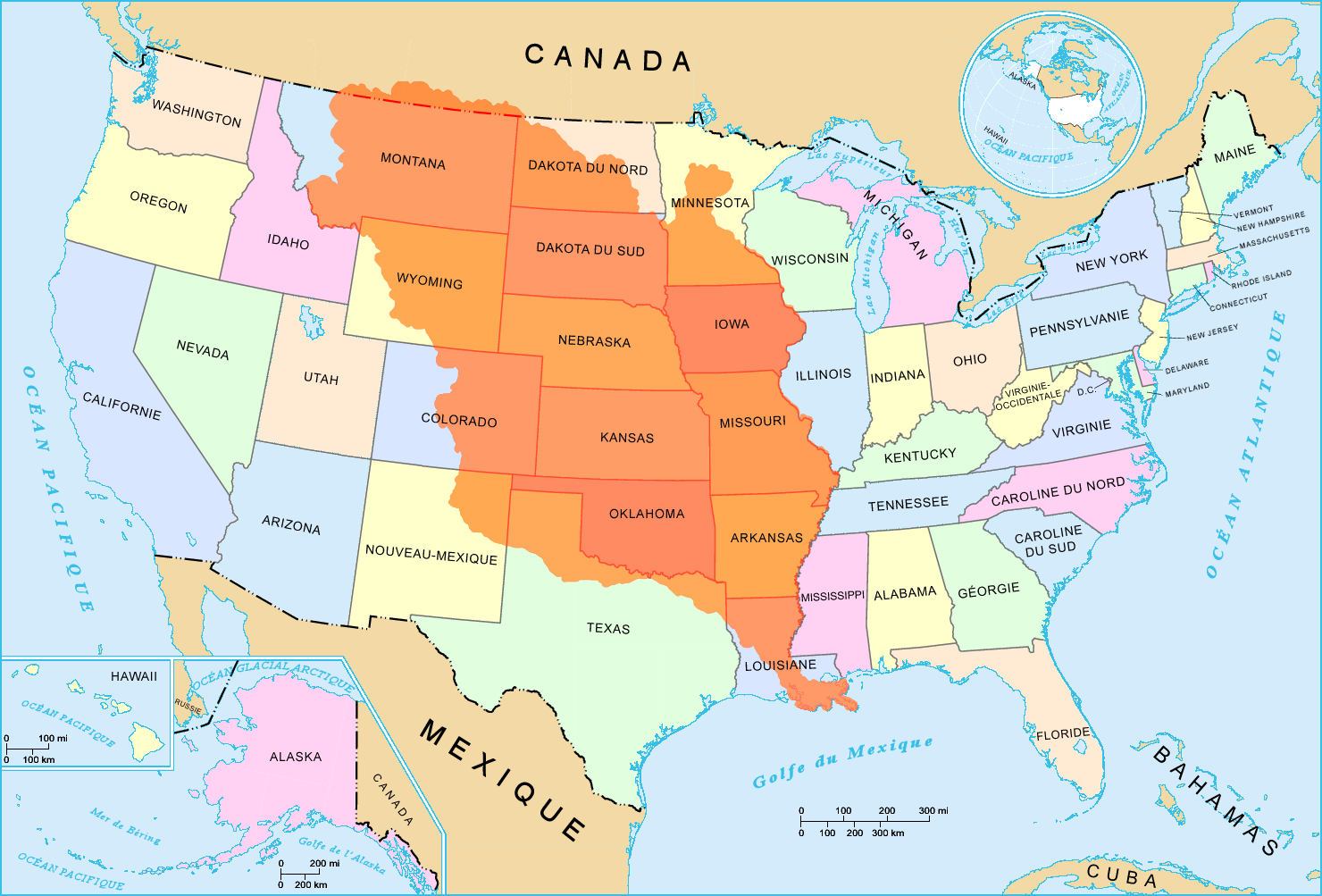
En tono anaranjado: áreas de La Luisiana Española hacia 1803, se pueden apreciar los estados norteamericanos actuales que abarcaba cuando fue denominada Louisiana Purchase es decir, traduciendo literalmente el nombre oficial que dan a este hecho en Estados Unidos: «Luisiana por compra» por los estadounidenses, al oeste de la Luisiana Española se encontraban las Provincias Interiores de la Nueva España, al noroeste el disputado (entre Gran Bretaña, España, Rusia y luego Estados Unidos) Territorio del Oregón y en el extremo sudeste la Florida española.

### Gobierno español
En 1764 se anunció formalmente la adquisición de Luisiana por parte de España. En 1766 Antonio de Ulloa empezó a ejercer el cargo de primer gobernador español de Luisiana. En 1768, estalló una rebelión dado que el gobernador no era del agrado de los colonos. Alejandro O'Reilly, el segundo gobernador la sofocó y poco después, ya en tiempos de su sucesor, el gobernador Luis de Unzaga y Amézaga como presidente del Cabildo de Nueva Orleans, se estableció la ley española, el cabildo prohibió la esclavitud de los indígenas e incluso, de manos del gobernador Luis de Unzaga y Amézaga el 3 de noviembre de 1770 con su Código jurídico se abolió la ineficaz regulación sobre la adquisición de esclavos.
La Luisiana con el gobierno español, especialmente durante los gobiernos de los malagueños Luis  de Unzaga y Amézaga y luego de su cuñado Bernardo de Gálvez, tuvo una verdadera revolución demográfica al facilitar las autoridades españolas una importantísima inmigración europea o de origen europeo (acadianos, isleños, alsacianos, estadounidenses etc.) con lo cual la población de la Luisiana Española aumentó un 500 % entre 1763 y el 1803, llegando a estar habitada por 50 000 habitantes de linajes europeos, pero el monopolio español en el comercio significó un freno para la economía de tales inmigrantes.

Para consolidar el control en las fronteras hispanas o españolas en la Alta Luisiana, sobre todo en la cuenca del Misuri desde Nueva Orleans partió en 1767 una expedición militar española al mando del capitán Francisco Rui quien fundó varios fortines españoles en la Alta Luisiana; por otra parte los colonos de origen francés que antes de la ocupación inglesa vivían en la región al Este del río Misisipí prefirieron la soberanía española y por eso se pasaron a la banda occidental del mismo río quedando entonces Kaskaskia ocupada por los ingleses mientras que los colonos de origen francés, protegidos de España, se ubicaron en Santa Genoveva del Misisipí, o en San Luis de Ilinueses, mientras los ingleses y luego los estadounidenses se aprovechaban de la antigua pirámide de tierra o túmulo (mound) de Cahokia para fundar un fuerte frente a a la capital española de la Alta Luisiana.

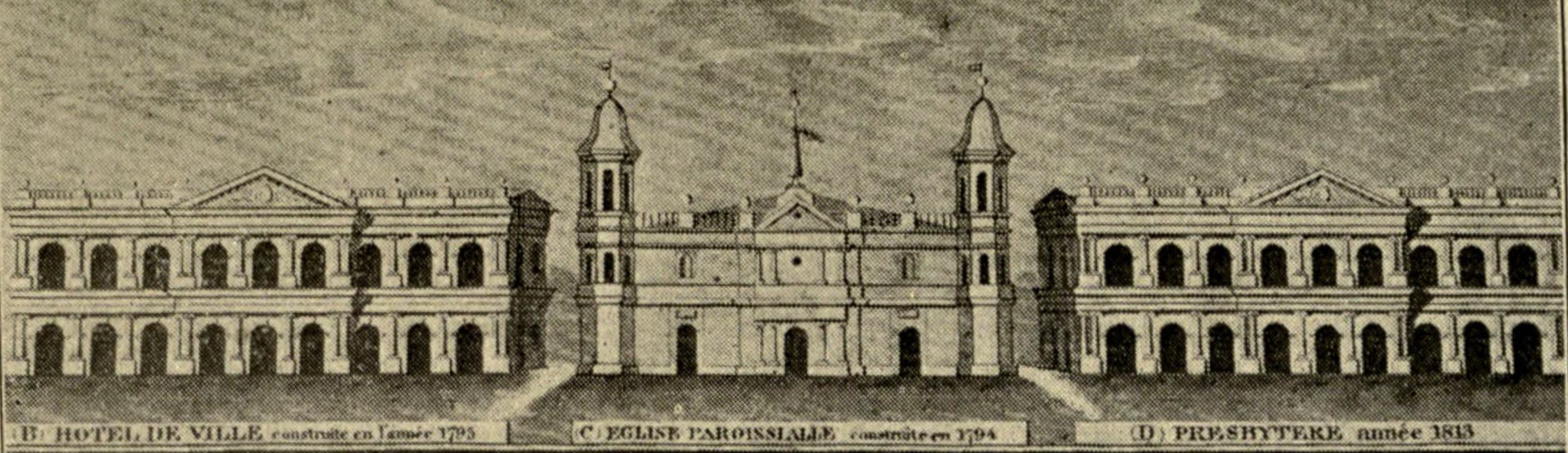
Catedral de San Luis (1794) Nueva Orleans. Aspecto en 1815

Las figuras más conocidas del periodo español fueron los gobernadores malagueños Luis de Unzaga y Amézaga y su sucesor y su futuro cuñado, el joven Bernardo de Gálvez. 
El gobernador Luis de Unzaga y Amézaga logró convertir esa extensa provincia casi inhabitada y sin defensas, en caso de guerra contra los ingleses, en una próspera provincia con cierta autonomía. Tras la expulsión de Antonio de Ulloa en 1768 y la dureza ofrecida por Alejandro O'Reilly en 1769, Luis de  Unzaga y Amézaga inició su gobierno de manera conciliadora, de ahí que se le conozca como 'le Conciliateur', primero por liberar a los cabecillas de la Revolución de Luisiana, luego al permitir la libertad de comercio transfronterizo con los colonos norteamericanos a través del Misisipi y sus afluentes, lo cual mejoró mucho la economía de Nueva Orleans y San Luis, además Luis de Unzaga y Amézaga creará el 19 de diciembre de 1771 el primer sistema educativo público bilingüe e intercultural del mundo, mejoró las defensas de Luisiana, proyectando la creación de fuertes como el Puesto de Unzaga y desde abril de 1776 ayudaría secretamente a los colonos norteamericanos en el nacimiento de EE. UU. con toneladas de pólvora, medicamentos, harina, etc. que envió hasta Fort Pitt, en el futuro Pittsburg, al atender las peticiones de Patrick Henry, Charles Lee, Robert Morris y otros miembros del Comité Secreto del Ejército Continental.
Por su parte, Bernardo de Gálvez, sucediendo a su cuñado Luis de Unzaga y Amézaga como gobernador interino, dictó la declaración de guerra de España contra Gran Bretaña el 8 de mayo de 1779. Derrotó a los ingleses en Baton Rouge («Bastón Rojo»), Naches (en varios documentos españoles de la época denominada Nechas), Mobile («Mabila») y Pensacola («Panzacola»), y recobró la Florida para España en 1781, reconocida por el Tratado de París (1783). Tiene una estatua en la calle Canal y la ciudad tejana o texana de Galveston se llama así en su honor. Un año antes en la Alta Luisiana Española los españoles derrotaron a los ingleses en la Batalla de San Luis, la pequeña ciudad, ante la insistencia del capitán y teniente gobernador de la Alta Luisiana Fernando de Leyba, quien ya había estado anteriormente bajo las órdenes del gobernador Luis de Unzaga y Amézaga, había sido fuertemente fortificada meses antes mediante anillos de trincheras y una torre de piedra a la que se llamó Fuerte San Carlos. En retaliación (represalia militar) al intento de ataque inglés a San Luis de Ilinueses en enero de 1781 el gobernador español Francisco Cruzat envió a 65 integrantes de la Milicia de San Luis y algunos indígenas aliados al mando del español de origen francés Eugenio Purré (nacido Eugène Pouré), apodado “Beausoleil” (Bellosol); tal tropa tras remontar el Misisipi y el Illinois conquistó el 12 de febrero de 1782 al fuerte inglés de Saint Joseph (actualmente Niles) en Míchigan, tras hacer flamear el pabellón español en el mismo, el fuerte inglés fue destruido trayendo las fuerzas españolas banderas inglesas como trofeo (Véase: Expedición española a Fort St. Joseph (1781).

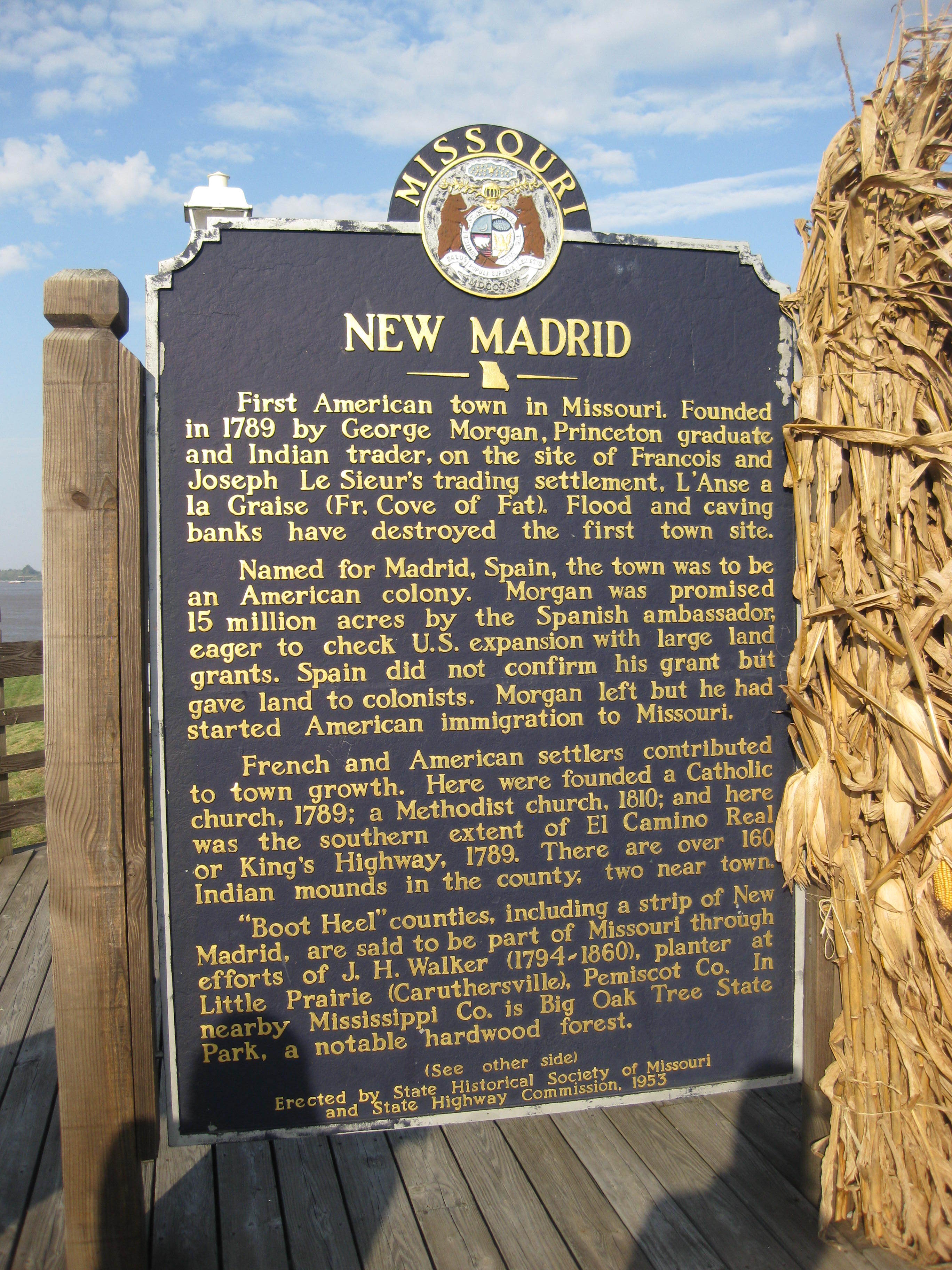
Marcador histórico de Nueva Madrid, Missouri (1789)

También en 1781 el matrimonio francés-occitano de Martin Lebleu y su esposa, Dela Marion procedente de la zona de Burdeos, aceptando la nacionalidad española inició el establecimiento (a unos 10 km al NE de su actual sitio) del poblado entonces llamado (en honor al rey español de entonces) Lago Carlos (actual Lake Charles).

En 1788 con unos 2000 emigrantes anglosajones, se fundaba Nueva Madrid a orillas del curso medio del Misisipi, en esa misma época se consolidaba la inmigración de cajuns (o cadiens) refugiados desde la Acadia y la llegada de colonos canarios llamados «isleños» principalmente a la zona del delta del Misisipi. Los «isleños» fueron uno de los núcleos poblacionales de Nueva Iberia, Barataria, Valenzuela, Villa Gálvez (hoy Galveztown que no debe confundirse con la Galveston tejana), Villa Española (hoy Spanish Town) y La Parroquia de San Bernardo, entre otras localidades.
Por otra parte, las autoridades españolas promovieron importantes exploraciones que abrieron nuevas rutas comerciales; las más célebres son la de Pedro Vial, que inauguró (siguiendo en parte los recorridos de Vázquez de Coronado dos siglos antes) entre otros el Camino de Santa Fe (que comunicaba Santa Fe del Yunque con San Luis), vinculando de este modo Nuevo México con la Alta Luisiana. Otro importante explorador español fue Manuel Lisa, quien partiendo desde San Luis se dirigió al noroeste hacia Montana inaugurando el Camino del Oregón. Otra de las expediciones oficiales españolas en esos años fue la del, entonces teniente, Facundo Melgares quien partiendo desde las nacientes del río Rojo hacia el este exploró el curso del río Rojo  (también llamado entonces Colorado aunque no debe confundirse con el Colorado del Oeste) y luego tras avanzar al norte gran parte del curso del río entonces llamado Napede, Napeste o Nexpentle (hoy río Arkansas) hasta luego volver rumbo al oeste arribando a Santa Fe del Yunque en Nuevo México tras haberse adentrado en gran parte de la Luisiana.
También durante la Guerra de Independencia Estadounidense, al apoyar España a los estadounidenses contra los ingleses, hubo una breve incorporación de territorios al este del río Misisipí y al norte de la Florida. En la zona entonces llamada «Riscos Chicazas» o «Barrancas de los Chicazas», los españoles fundaron en 1790 el Fuerte de San Fernando de las Barrancas, concretamente en el actual asiento de la ciudad de Memphis, y bastante más al sur, el Fuerte de Nogales (actual Vicksburg), reclamando España los territorios hoy correspondientes a Alabama, Kentucky, Misisipi y Tennessee; aunque al haber transferido los ingleses durante el ya citado Tratado de París la zona al este del Misisipi a los recién surgidos Estados Unidos, España se vio forzada a retirar sus reclamaciones territoriales en la región al este del río Misisipi al sur del paralelo 32°N tras el Tratado de San Lorenzo (1795).

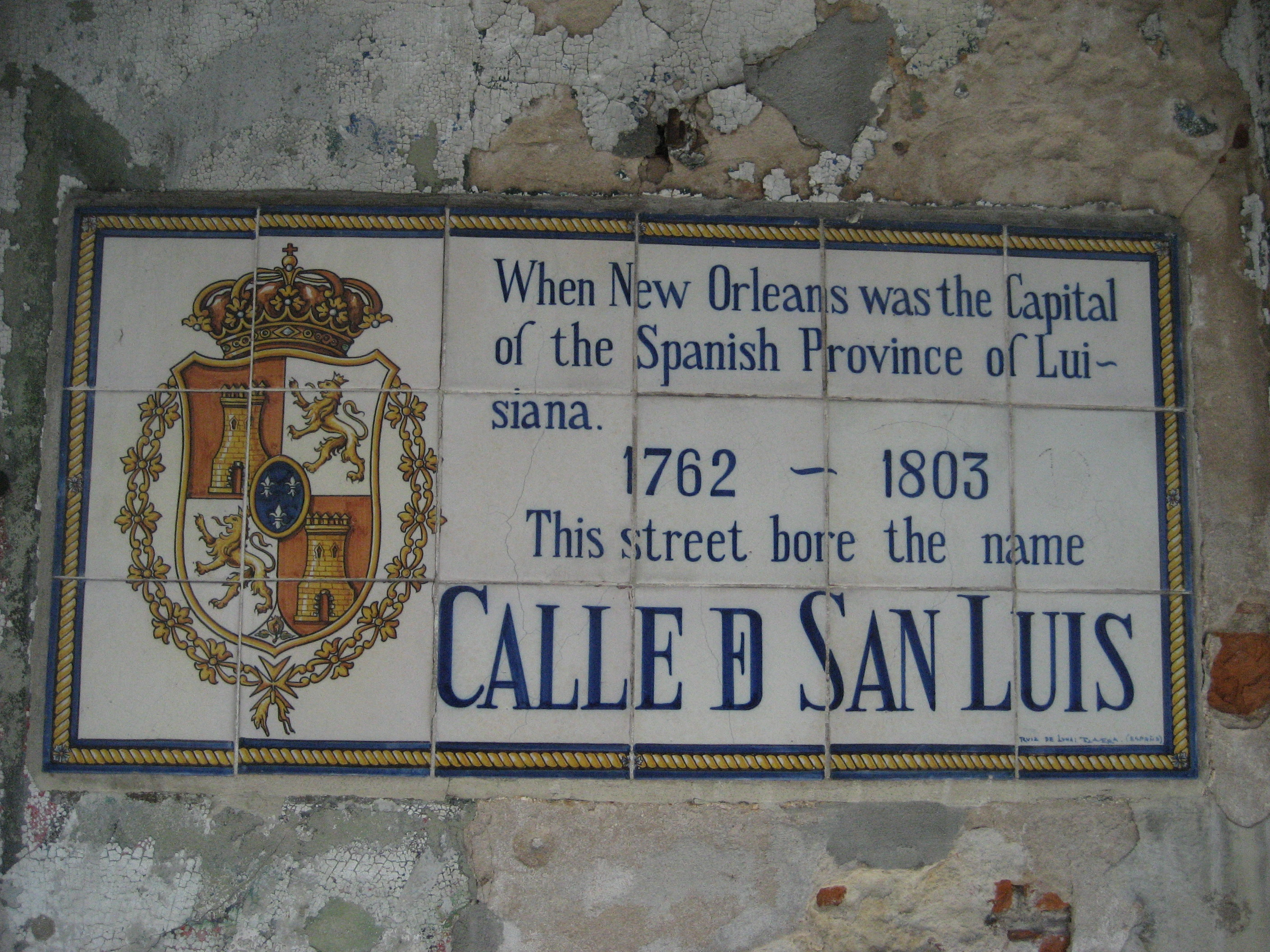
Calle de San Luis en Nueva Orleans

Durante el gobierno de Esteban Rodríguez Miró, se produjeron los dos primeros grandes incendios que destruyeron la mitad de Nueva Orleans. Rodríguez aprobó ordenanzas para regular la construcción de edificios, lo cual introdujo el estilo español en la arquitectura de la ciudad, que empezó a contar con arcadas, patios y fuentes, de todo ello quedan huellas notables hoy en día.
También destaca el gobierno del Coronel don Juan Bautista Gemmir y Lleonart (no confundir con su tío don Joan Gemmir i Lleonart y Fontanills, gobernador de Costa Rica de 1740–1747), y ayudante de campo del gobernador don Esteban Rodríguez Miró, y sucesor de éste durante un breve periodo de tiempo, hasta la llegada del nuevo gobernador, el barón de Carondelet, en el año 1791.
El gobernador Francisco Luis Héctor, barón de Carondelet, empezó a gobernar en 1791 y se distinguió como uno de los mejores administradores y urbanistas de la capital. Mandó construir nuevos canales para facilitar el comercio, y se edificaron fuertes para proteger la ciudad de ataques militares. Además se instaló el alumbrado público, se instauraron rondas nocturnas de vigilancia y se publicó el primer periódico de Luisiana.
El único gobernador español sepultado en Nueva Orleans es el general Manuel Luis Gayoso de Lemos, que ejerció el cargo de 1797 a 1799.
Mientras, se había producido la Revolución francesa y luego de ella Napoleón Bonaparte quiso recuperar Luisiana. El gobernador que sucedió a Gayoso fue el Marqués de Casa Calvo (1799–1801), y el último gobernador español fue Juan Manuel Salcedo (1801 y 1803). Finalmente, mediante la firma del Tratado de San Ildefonso en 1803, Luisiana fue devuelta a Francia tras la presión ejercida por Napoleón Bonaparte.

### Alta y Baja Luisiana
El gobernador español Luis de Unzaga y Amézaga subdividió, en 1772, el territorio de Luisiana en Alta Luisiana o Luisiana Superior y Baja Luisiana o Luisiana Inferior siendo aproximadamente el límite de ambas vicegobernaciones el paralelo 36°35'N, aproximadamente a la latitud de Nueva Madrid.  Esta fue una latitud superior (más septentrional o al norte) a la que habían considerado los franceses, para quienes Baja Luisiana era la zona situada al sur de aproximadamente el paralelo 31°N (el límite actual del Estado de Luisiana) o el área al sur de donde el río Arkansas confluye con el río Misisipi esto es: alrededor de los 33°46' latitud norte. Aunque toda la Luisiana Española estaba gobernada por la ciudad de Nueva Orleans (que prosperó enormemente durante el gobierno español), la entonces pequeña ciudad de San Luis de Ilinués hoy San Luis (Misuri) fue la capital sufragánea de la Alta Luisiana.

### Situación del territorio
Bernardo de Gálvez tomó posesión de los cargos de alcalde de Nueva Orleans y gobernador interino de la Luisiana Española, que Francia había cedido a España en 1763 en compensación por la entrega de La Florida a Inglaterra tras la guerra de los Siete Años, el 1 de enero de 1777. Su principal misión era estar al tanto de los acontecimientos en las colonias británicas en Norteamérica, inmersas en la guerra, y preparar el territorio para un posible conflicto con el Reino Unido. La región estaba poco poblada, tanto de habitantes de la colonia —libres y esclavos— como de indios. Durante las primeras décadas de la dominación española, sin embargo, creció rápidamente: según el censo de tiempos del gobierno de O'Reilly (1769), había 13 513 habitantes —excluidos los indios— y veinte años después, la población había crecido hasta los 31 433. A finales de siglo, empero, la población se estancó. El porcentaje de población española era, además, muy bajo: al final del periodo español apenas alcanzaba el 15 %.
Aunque la población libre no indígena suponía bastante menos de la mitad de la de la provincia, tenía un gran poder, y las medidas económicas de Gálvez permitieron la perpetuación del dominio de la oligarquía regional, compuesta principalmente por los criollos o creoles. La colonia contaba también con una diminuta pero importante población negra libre. Las medidas gubernamentales sobre la esclavitud, categoría a la pertenencia la mayoría de la población no indígena, tendieron a perpetuarla, pero permitieron el aumento de los esclavos que habían comprado su libertad. Los deseos de fomentar la agricultura y de congraciarse a la oligarquía criolla fomentaron el crecimiento de la importación de esclavos africanos, que Gálvez autorizó en noviembre de 1777.
Para reforzar la función defensiva del territorio, fronterizo, se decidió fomentar el aumento de población, en parte mediante la inmigración, tanto de población española como de extranjeros, preferiblemente católicos. En las décadas anteriores, se habían instalado en la región colonos de cultura alemana y francesa —los acadianos—, que habían participado en la revuelta contra el gobernador Ulloa. De los inmigrantes españoles, Gálvez favoreció el asentamiento de andaluces, aunque la mayoría provino de las islas Canarias y por lo mismo recibieron el nombre de isleños.
Los gobernadores, especialmente Bernardo de Gálvez, se dedicaron a combatir el contrabando inglés y a fomentar el comercio monopólico entre la gran colonia y la metrópoli española y excepcionalmente con Francia.

## Economía
Uno de los motivos que explican la relativamente poca importancia que la Monarquía Española (que en gran parte de su apogeo se mantuvo apegada al mercantilismo)  dio a tan extensos y ricos territorios (especialmente en lo agrícola y ganadero)  fue la ausencia de importantes minas de oro o de plata o de piedras preciosas y la falta de mano de obra no esclavizada para desarrolllar la posterior agricultura intensiva que se ha hecho pródiga desde la segunda mitad de siglo XIX; tardíamente (ya cuando prácticamente el territorio fue entregado a los Estados Unidos) se encontraron relativamente importantes yacimientos de oro y plata en las montañas que corresponden al actual estado de Colorado, pero la base principal de la economía de La Luisiana se mantuvo principalmente en la caza prácticamente industrial (luego potenciada hasta el exterminio de especies por los estadounidenses) de los cíbolos o bisontes y otros diversos animales; por tal motivo uno de los principales elementos de exportación ultramarina fue la de pieles y cueros con un interesante desarrollo de la peletería y talabartería y quizás de la marroquinería en las principales localidades, la carne de bisonte llegó a ser exportada en conserva (para esa época principalmente en una especie de tasajo como el pemmican); a fines del dominio español importantes sectores de la Baja Luisiana fueron dedicados al cultivo del entonces importantísimo (hasta mediados del siglo XX) a nivel mundial textil algodón.

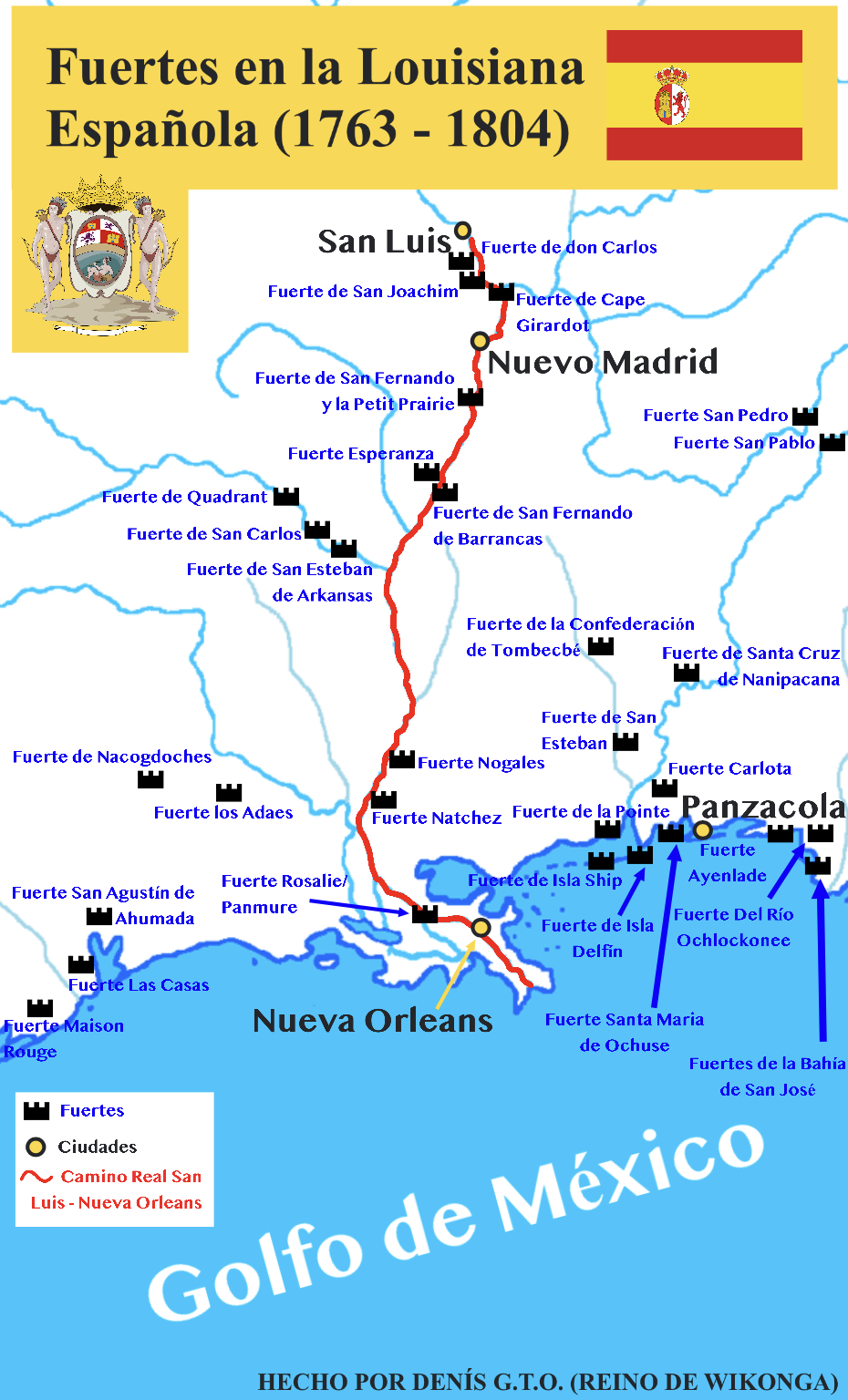
Mapa de los fuertes en la Luisiana Española

## Límites

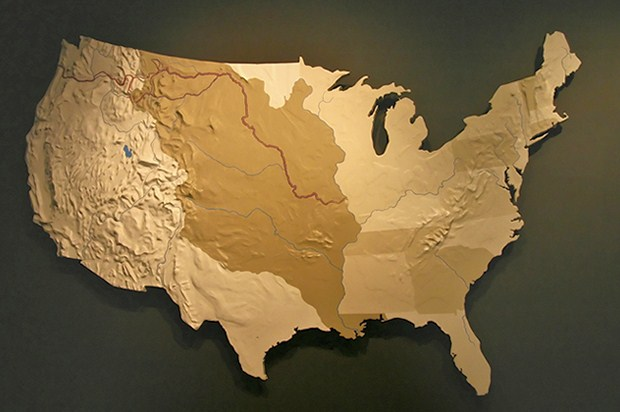
En tono "brune" o pardo obscuro: áreas de La Luisiana Española hacia 1800, según los estadounidenses -nótese que los estadounidenses reclamaban extensas zonas de Texas y la mitad occidental de Nuevo México y Colorado.

El territorio de la Luisiana Española, en líneas generales, era el de toda la cuenca del Misisipi al oeste desde la vaguada y orilla derecha del río Misisipi más todo el delta del Misisipi y territorios aledaños que incluían a Nueva Orleans; pero la inexistencia para entonces de hitos geográficos lo suficientemente conocidos excepto partes de la vaguada del ya citado río Misisipi, hizo que inicialmente el Imperio francés pretendiera los territorios indiscutiblemente españoles hasta la vaguada del río Grande del Norte, y con esto pretendiendo toda la Texas o Tejas española y la mitad occidental de Nuevo México, de modo que con la Compra de Luisiana en 1803 los estadounidenses heredaron esas pretensiones. Por esto, tras la venta de Francia (considerada por muchos españoles como ilegal ya que se violaban los términos de la «devolución») enseguida se generó una disputa en España por esta cuestión. Los límites del territorio no habían sido fijados en el Tratado de Fontainebleau de 1762, por el cual Francia lo cedía a España, ni en el Tratado de San Ildefonso de 1800, de retrocesión a Francia, ni tampoco en el definitivo acuerdo de compra de 1803. Los Estados Unidos reclamaban que la Luisiana incluía toda la parte occidental de la cuenca del río Misisipi hasta la divisoria de aguas de las Montañas Rocosas y también la tierra que se extendía al sudeste hasta la vaguada del río Bravo, o, Grande del Norte. España insistía en que comprendía sólo la mitad occidental de la cuenca del Misisipi, con las ciudades de Nueva Orleans y San Luis. La relativamente estrecha franja de la Luisiana incluida en Virreinato de la Nueva España fue una provincia especial bajo la jurisdicción de la Capitanía General de Cuba, mientras que la vasta región que se extendía hacia el oeste en 1803 todavía era considerada como una parte de la Comandancia General de las Provincias Internas. La Luisiana nunca fue considerada como una de las Provincias Internas de la Nueva España. Concretamente: los estadounidenses reclamaron territorios desde hacía siglos hispanos y entraron en conflicto con los hispanos en todas las áreas de frontera, incluso aquellas que históricamente eran indiscutiblemente hispanas; una breve acotación a tales pretensiones estadounidenses se produjo con el Tratado de Adams-Onís (con tal tratado, los estadounidenses en 1819 lograron concretar sus pretensiones sobre el área sudoccidental del actual state de Luisiana (con zonas como Natchitoches y Lago Carlos) a cambio de reconocer los límites en el río Rojo y el Nexpentle/Arkansas hasta el paralelo 42°N y los meridianos principales que unían a estos puntos. Sin embargo, pese al tratado, los jingoistas reclamaron (hasta que superaron sus objetivos) a Texas o Tejas y gran parte de Nuevo México y Colorado, etc, como una parte de lo que llamaban Lower Louisianna o Baja Luisiana (pese a que la cierta Baja Luisiana era el sur de la cuenca del Misisipi desde la latitud de Nueva Madrid).

Manuel Salcedo entregó la Baja Luisiana el 30 de noviembre de 1803 en el Cabildo de Nueva Orleans, la Alta Luisiana por su parte fue cedida el 9 de marzo de 1804 oficialmente en San Luis de Illinues por el teniente gobernador Carlos Dehault De Lassus.

## Cronología
Los hechos más destacados de la exploración y colonización de la Luisiana Española fueron los que siguen a continuación.

### Exploración española

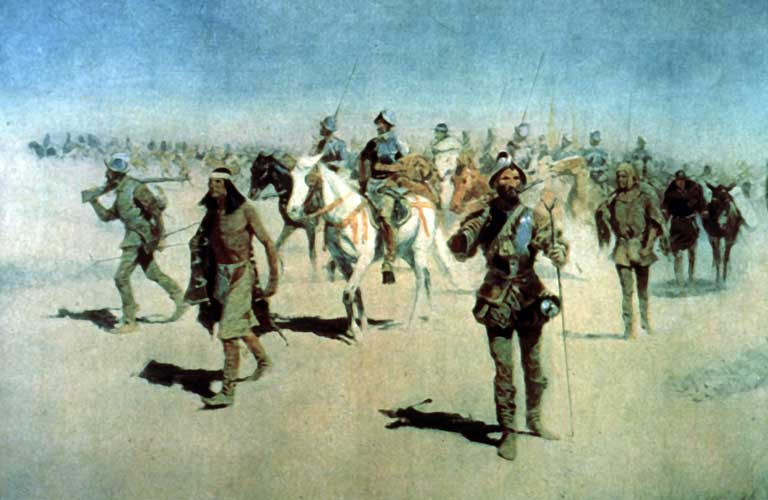
Coronado en camino al norte (1542), cuadro de Frederic Remington (1861-1909).

- 1519 - Alonso Álvarez de Pineda descubrió el delta del Misisipi.
- 1528 - Álvar Núñez Cabeza de Vaca recorrió a pie la zona cercana a la costa norte del golfo de México y con esto, entre otros territorios, los correspondientes al actual estado de Luisiana.
- 1541 – Hernando de Soto, exploró desde Florida, reivindicó el río Misisipi y todos sus afluentes para la Corona española.
- 1541 – Francisco Vázquez de Coronado, exploró desde México por la Quivira, llegando al sitio que actualmente es llamado Lindsborg en Kansas.
- 1601 – Juan de Oñate cuyo ingreso se produjo por el sudoeste desde las ya hispanos Texas o Tejas y Nuevo México hasta alcanzar el centro de Kansas y oeste de Arkansas.

### Dominio francés
- 1673 – Jacques Marquette y Louis Jolliet empezaron la exploración del río Misisipi descendiendo desde lo que hoy es Canadá, y los franceses iniciaron a ejercer influencia y reclamos sobre el territorio.
- 1699 – Jean-Baptiste Le Moyne de Bienville, comenzó el primer asentamiento francés, en el Fuerte Maurepas (ahora Ocean Springs, Misisipi).
- 1702 – Bienville trasladó asentamientos franceses a la Isla Delfín y, en enero, estableció la colonia de Mabile, con Fort Louis en el Peñasco de la milla veintisiete (hasta el río Mabila).
- 1714 – Natchitoches fue establecido por Louis Juchereau de St. Denis como parte de la Luisiana francesa; la comunidad fue nombrada después de la tribu indígena Náshit'ush o, en grafía francesa Natchitoches. La ciudad de Natchitoches  es el asentamiento permanente más antiguo del territorio que en 1803 adquirieron los EUA en llamada la compra de Luisiana.
- 1718 – Bienville comenzó la construcción de Nueva Orleans, moviendo la capital de Luisiana francesa de Dauphin Island y Biloxi al río Misisipi Creciente, considerado mucho más seguro durante las mareas de huracanes.
- 1720 – La Expedición española de Villasur, procedente de México, fue masacrada cerca de Columbus, Nebraska, por los indígenas pawnees, una tribu amigable con los franceses.
- 1723 – Nueva Orleans se convirtió en la tercera capital de la Luisiana francesa.
- 1724 – Étienne de Veniard, Sieur de Bourgmont, celebró un consejo con los comanches para resistir las expediciones españolas procedentes de México.
- 1754 – Francia y Gran Bretaña comenzaron la Guerra Francesa e India.
- 1760 – Gran Bretaña controla eficazmente a todas las colonias francesas en Quebec.
- 1761 – España apoya a Francia en la expansión de la Guerra de los Siete Años.

### Dominio español

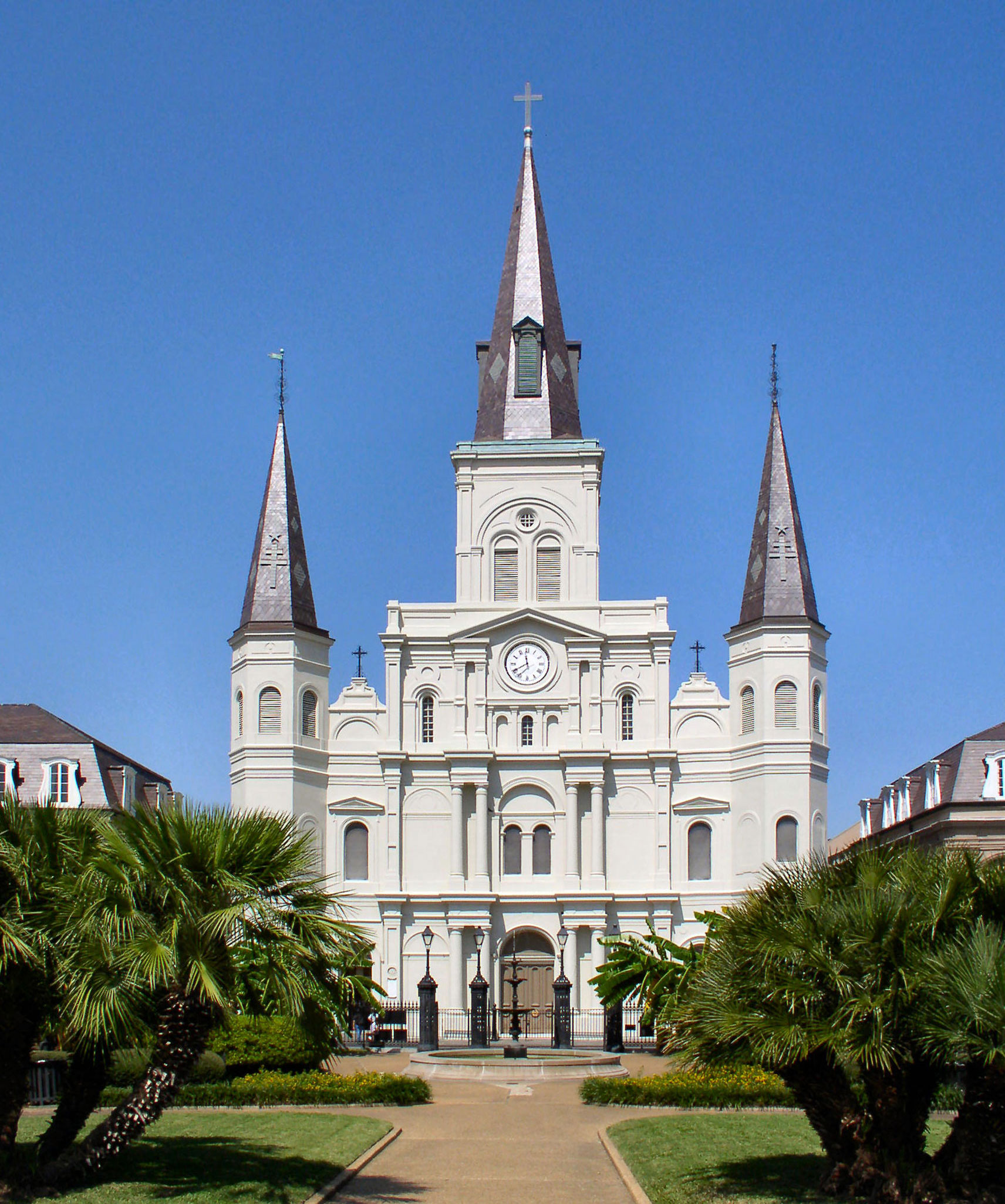
Catedral de San Luis (los agudos chapiteles neogóticos han substituido a las cúpulas españolas).

- 1762 – Cuando se iniciaron las negociaciones para poner fin a la Guerra de los Siete Años, Luis XV de Francia propuso en secreto a su primo Carlos III de España que Francia diera Luisiana a España en el Tratado de Fontainebleau.
- 1763 – El Tratado de París terminó con la guerra, con una disposición en la que Francia cedió todo su territorio del Este del río Misisipi (incluyendo Canadá) a Gran Bretaña. España cedió la Florida y la tierra al este del río Misisipi (incluyendo Baton Rouge) a Gran Bretaña.
- 1763 – Jorge III del Reino Unido, en la Proclamación Real de 1763, proclamó que todas las tierras al este del río Misisipi adquiridas en la guerra —con la excepción de Florida Oriental, Florida Occidental y la provincia de Quebec— se convertirían en la Reserva India.
- 1763 – La migración de Acadia (cajun) empezó, con los colonos franceses de la provincia de Quebec y los colonos de la banda al este del Misisipi quienes habían recibido la orden de abandonar la nueva Reserva India (territorio de Indiana) migrando a la Luisiana Española —la tierra oeste de Misisipi— a la cual creían aún controlada por Francia.
- 1764 – Pierre Laclede estableció el puesto de comercio de la compañía de Maxent y Laclede en San Luis (Misuri).
- 1764 –  La adquisición de Luisiana por parte de España fue formalmente anunciada.
- 1765 – Joseph Broussard lideró al primer grupo de cerca de 200 acadianos a St. Martinville, Luisiana.[29]
- 1766 – Antonio de Ulloa se convirtió en el primer gobernante español de Luisiana. Él no izó la bandera española.
- 1768 – El gobernador Ulloa se vio obligado a abandonar la Luisiana por una rebelión profrancesa.
- 1769 – Alejandro O'Reilly sofocó la rebelión, ejecutó a sus dirigentes y envió algunos conspiradores a prisión en el castillo del Morro en La Habana. Por otra parte, fue clemente y perdonó a otros conspiradores, siempre y cuando juraran lealtad a España. Estableció la legislación española y el cabildo colonial de Nueva Orleans.
- 1770 – Luis de Unzaga inició la era de la dominación benigna española y liberó a los conspiradores presos.
- 1770 – España inició un proceso administrativo para gobernar la Alta Luisiana —cuya capital era San Luis— con tenientes gobernadores.
- 1779 – Los colonos españoles, dirigidos por Francisco Bouligny, fundaron Nueva Iberia a lo largo del Bayou Teche.
- 1779 – España le declaró la guerra a Gran Bretaña en la Guerra de Independencia de los Estados Unidos y comenzó la campaña para tomar la Florida Occidental Británica en el Golfo de México con la Captura de Fort Bute y la Batalla de Baton Rouge.
- 1780 – La batalla de San Luis ganada por España, fue la única batalla al oeste del Misisipi en la guerra.
- 1781 – Los españoles completaron su reconquista de Florida en la batalla de Pensacola.
- 1783 – Victoria española en la batalla del Puesto de Arkansas. El Tratado de París devolvió, oficialmente, el control de la Florida Occidental y la Florida Oriental a España.
- 1788 – El gran incendio de Nueva Orleans (1788) destruyó casi toda la ciudad. El gobernador Esteban Rodríguez Miró fue un héroe por sus esfuerzos de socorro.
- 1789 – El trabajo en la reconstrucción de Nueva Orleans empezó, incluyendo lo que hoy es el Barrio Francés. Las nuevas estructuras tenían patios y paredes de piedra. La piedra angular de la nueva catedral de San Luis fue colocada.
- 1795 - Fuerte San Fernando de Barrancas (actual Memphis, Tennessee) al este del río Mississippi para asegurar la soberanía del río.
- 1795 – El Tratado de San Lorenzo (1795) establece las fronteras y reconoció el derecho de los estadounidenses a navegar a través del río Misisipi y poder utilizar el puerto de Nueva Orleans.
- 1795 – España inició una serie de exploraciones científicas en el río Misuri, incluyendo la expedición de MacKay y Evans.
- 1798 – España revocó el derecho de Estados Unidos para viajar a través del río Misisipi y de utilización del puerto de Nueva Orleans.
- 1799 – Se abrió el recién construido cabildo de Nueva Orleans.

### Dominio francés
- 1800 – En el Tratado de San Ildefonso, Napoleón adquirió secretamente el territorio, a cambio del Reino de Etruria, pero España siguió administrándolo.
- 1801 – A Estados Unidos se le permitió volver a utilizar el puerto de Nueva Orleans.
- 1803 – La Compra de Luisiana fue anunciada por los Estados Unidos.
- 1803 – España le negó a Lewis y Clark el permiso para viajar por el río Misuri, ya que la transferencia de Francia a los Estados Unidos no se había hecho oficial; pasaron el invierno en Illinois, en el Campo Dubois. La expedición continuaría el 14 de mayo del año siguiente.
- 1804 – Francia tomó oficialmente el control el 30 de noviembre de 1803, pero la noticia no fue transmitida a San Luis sino hasta el 10 de marzo de 1804 llamado desde entonces el día de las tres banderas (ya que en ese día flamearon la bandera española, francesa y estadounidense en La Luisiana).

## Remanentes del control español
Hasta el Tratado Adams Onís tanto España como Estados Unidos hicieron reclamaciones sobre extensos territorios, en 1810, ante la debilidad de España provocada por, entre otras variables, las Guerras Napoleónicas y la Guerra de Independencia Hispanoamericana; tropas estadounidenses exigieron el retroceso de los destacamentos españoles al norte del río Rojo (en lo que hoy es Oklahoma) en 1819, sin embargo los EUA aceptaron mantener como territorio neutral lo que hoy es el panhandle llamado Panhandle de Oklahoma y el territorio intermedio entre Tejas o Texas y Oklahoma del llamado por los estadounidenses Condado Miller. Por su parte los estadounidenses renunciaron a sus pretensiones sobre los territorios de Tejas o Texas y de la mitad noroccidental de Nuevo México en cambio de esto España (que ya casi no detentaba su poder en el continente de América) mantuvo la totalidad de Nuevo México, la totalidad de Tejas y los dos tercios (casi la mitad sur y casi la mitad occidental) del actual estado de Colorado; también España renunció al oeste del actual estado de Luisiana estadounidense (con esto a la Zona Neutral entre el río Sabina y el arroyo Hondo) y del mismo modo España renunció, a favor de los Estados Unidos, a las estratégicas Floridas (Occidental y Oriental), que de todas formas ya eran independientes de España en el momento de su incorporación a los Estados Unidos (la primera como la República de Florida Occidental y la segunda como la República de Florida de 1817, diferenciándose de la anterior intentona separatista de 1812), siendo geopolíticamente llaves de la Cuenca del Caribe y de la Cuenca del Misisipi. Los límites del tratado hispanoestadounidense de 1819 cumplido en 1821 con la retirada española de San Agustín el 10 de julio y Pensacola el 17, fueron ratificados por los Estados Unidos con el Primer Imperio mexicano y posteriormente con la Primera República Federal hasta 1836, cuando se produce la Independencia de Texas.